# Дяко Дяков
Дяко Матеев Дяков е съветски и български офицер, полковник от Съветската армия и генерал-лейтенант от българската армия.

## Биография
Роден е на 24 декември 1894 г. в Преслав. От 1918 г. е член на БКП, а от 1924 г. ВКП (б). От 1921 до 1922 г. е секретар на ОК на БКП в Преслав. През 1922 г. емигрира в СССР. Завършва Висше военно училище за свръзки през 1924 г. След това е командир на взвод и командир на полк в Съветската армия. От септември 1941 г. осигурява свръзката на фронта с Върховното командване. Бил е командир на свързочен полк към Щаба на Западния фронт. През октомври 1941 г. той и неговият полк осигуряват свръзката на маршал Георгий Жуков с върховното командване. В началото на 1944 г. е към щаба на Първи украински фронт, а в края на август е преместен в щаба на Трети украински фронт, с който пристига в София на 12 септември 1944 г. От 1944 до 1945 г. заместник-началник на зоната за свръзки в България. От 1946 г. е началник на отделението за свръзки и заместник-началник на Генералния щаб на българската армия по общите въпроси. От 10 септември 1948 г. е генерал-майор. В периода 10 март 1951 – 18 юни 1952 е командир на втора армия. След това е председател на Военния съвет на втора армия. От 1951 г. е член на Главния военен съвет. През 1952 г. е назначен за заместник-началник на Генералния щаб и в същото време началник на Свързочни войски. През 1985 г. на негово име е създаден Клуб на свързочниците „Ген. Д. Дяков“.